# هلموت هومباخ

هلموت هومباخ

هلموت هومباخ (به آلمانی: Helmut Humbach)‏ (۱۹۲۱ در مونیخ – ۳ آوریل‏۲۰۱۷)، ایران‌شناس آلمانی بود. او در سال ۱۹۵۹ ترجمهٔ جدیدی از گات‌ها را با استفاده از شیوه‌های شناخت ریگ‌ودا منتشر ساخت. این اثر، گرچه روشنگر ساختار کلام و تفسیر جدیدی از این سرودها بود، اما هنوز ازنظر ترجمه، اثری گنگ و مبهم به‌شمار می‌آید.
هومباخ براساس پژوهشی نشان داده است که خوارزمی باستان زبانی متفاوت از زبان اوستایی بوده است و از همین رو خوارزم را خاستگاه زردشت و اوستا قلمداد نمی‌کند.

## نظر در مورد مغان در منابع هندی
هومباخ با نتیجه‌گیری‌های آلبرشت وبر، شفتلوویتز مبنی بر اینکه ماگا برهمانا/مغان که در بهاویشیا پورانا از آنان نام برده شده، روحانیان پیرو آیین میترا بودند، مخالفت کرد. او استدلال می‌کند که مغان کسی جز روحانیان زرتشتی نیستند اما او این احتمال را رد نکرد که ممکن است مغان/ماگاها تحت تأثیر مذهب سکاها یا سلسله کوشانی‌ها قرار گرفته بودند. از سوی دیگر، او استدلال کرد که بوجاکاها گروهی بومی در هند هستند، و توصیفاتی در بهاویشیا پورانا که هاینریش فون استیتنکرون آن را مبنای «نظریه بوجاکا-زرتشتی» می‌دانست، متن‌های افزوده‌ای هستند که توسط گردآورندگان بعدی پوراناها در نتیجه تماس با پارسی‌ها به وجود آمدند. هومباخ و استیتنکرون هر دو موافقند که ماگاها/مغان با مردم کوچ‌نشین ایرانی، از جمله ساکا- سکاها، بدون توجه به اینکه منشأ مشابهی داشته‌اند یا خیر، ارتباط داشته است.
در بحث بر سر تفسیر ماهیت «بوجاکا» است که این دو به نتایج متضادی می‌رسند. اگرچه هر دو نویسنده اذعان دارند که توصیف آنها در بهاویشیا پورانا زرتشتی است، استیتنکرون معتقد است که محتوای آن نمودی از بوجاکاهای واقعی است و این را در نتیجه‌گیری خود منعکس کرده است، در حالی که هومباخ معتقد است که شرح در بهاویشیا پورانا توسط ویراستارها بعدی اضافه شده که شباهت بین پارسی‌ها و ماگاها/ مغان (یا برهمن‌های بوجاکا) را تشخیص داده بودند و هیچ مدرکی دال بر زرتشتی بودن بوجاکاها وجود ندارد.

## آثار
- The Heritage of Zarathushtra: A new Translation of his Gathas
- The Sassanian Inscription of Paikuli
- The Gathas of Zarathushtra: and the other old Avestan texts
- About Göpatsäh,. His Country, and the Khwärezmian Hypothesis, Acta Iranica 24: 327-334